# Miniatura (ajedrez)
En ajedrez, una miniatura es una partida cuyo resultado final es una victoria y que no tiene más de 20 o 25 jugadas.

## Mates básicos
Las partidas más cortas terminan con los mates más básicos que se producen tras pocas jugadas iniciales, y suelen ser propias de partidas contra principiantes.

### Mate del loco: el más rápido

Mate del loco.

El jaque mate más rápido se produce cuando las negras dan mate a las blancas en su segunda jugada:
| 1 | g4        | e5 (o e6) |
| 2 | f3 (o f4) | Dh4#      |

Es un ejemplo clásico de la desprotección de la diagonal e1-h4 de las blancas, aunque este es un error que las negras también pueden cometer:
| 1 | e4   | f5 |
| 2 | d4   | g5 |
| 3 | Dh5# |    |

 jaque mate

### Mate del pastor

Mate del pastor.

Este mate es un ejemplo de ataque directo al punto f7:
| 1 | e4    | e5  |
| 2 | Dh5   | Cc6 |
| 3 | Ac4   | Cf6 |
| 4 | Dxf7# |     |

## Celadas en la apertura
Las celadas en la apertura suelen terminar en partidas breves debidas a su desconocimiento por parte del rival, así como su falta de pericia al analizar la posición. Un ejemplo típico de celada en la apertura es la siguiente línea del gambito Budapest:
| 1 | d4     | Cf6  |
| 2 | c4     | e5   |
| 3 | dxe5   | Cg4  |
| 4 | Cf3    | Cc6  |
| 5 | Af4    | Ab4+ |
| 6 | Cd2    | De7  |
| 7 | a3     | Cxe5 |
| 8 | axb4?? | Cd3# |

## Miniaturas a nivel magistral
Aunque las miniaturas son propias de jugadores aficionados, incluso entre jugadores del más alto nivel, algunas partidas terminan en muy pocas jugadas. Estas partidas se caracterizan por un gran contenido táctico y se originan cuando uno de los jugadores se sale de caminos analizados previamente por la teoría de aperturas.
Las siguientes partidas son miniaturas entre jugadores con categoría de maestros en torneos de alto nivel:
Blancas: David Bronstein

Negras: Efim Geller

28º Campeonato de la URSS, Moscú 1961

Defensa Nimzoindia

| 1  | d4   | Cf6   |
| 2  | c4   | e6    |
| 3  | Cc3  | Ab4   |
| 4  | a3   | Axc3+ |
| 5  | bxc3 | 0-0   |
| 6  | f3   | d5    |
| 7  | cxd5 | exd5  |
| 8  | e3   | Af5   |
| 9  | Ce2  | Cd7   |
| 10 | Cf4  | c5    |
| 11 | Ad3  | Axd3  |
| 12 | Dxd3 | Te8   |
| 13 | 0-0  | Tc8   |
| 14 | Tb1  | Da5   |
| 15 | Txb7 | Cb6   |
| 16 | g4   | h6    |
| 17 | h4   | cxd4  |
| 18 | g5   | dxe3  |
| 19 | gxf6 | Txc3  |
| 20 | Dg6# |       |

Blancas: Gerhard Drygas

Negras: Paul Funk

Campeonato de Baden, 1977

Gambito escocés

1.e4 e5 2.d4 exd4 3.c3 dxc3 4.Cxc3 d6 5.Cf3 Cc6 6.Ac4 Cf6 7.Db3 Dd7 8.Cg5 Ce5 9.Ab5 c6 10.f4 cxb5 11.fxe5 dxe5 12.Ae3 a6 13.Td1 Dc7 14.Ab6 Dc4 15.Td8+ Re7 16.Dd1 Dc6 17.Te8+ 1-0